# Dom Kamar
Dom Kamar (persiska: دُمِ كَمَر, دم كمر) är en ort i Iran.   Den ligger i provinsen Lorestan, i den centrala delen av landet, 300 km sydväst om huvudstaden Teheran. Dom Kamar ligger 2 085 meter över havet och antalet invånare är 178.
Terrängen runt Dom Kamar är kuperad söderut, men norrut är den platt.Runt Dom Kamar är det glesbefolkat, med 19 invånare per kvadratkilometer. Närmaste större samhälle är Cheshmeh Par, 5,5 km nordväst om Dom Kamar. Trakten runt Dom Kamar består i huvudsak av gräsmarker.